# Espagne au Concours Eurovision de la chanson 2012
L'Espagne a participé au Concours Eurovision de la chanson 2012 à Bakou en Azerbaïdjan.
Pastora Soler est choisie pour représenter l'Espagne le 21 décembre 2011. Pour la première fois depuis 2006, l'artiste est sélectionné en interne par RTVE. Toutefois, la chanson est choisie par une finale nationale,.

## Finale nationale
Pastora Soler a chanté trois chansons, qui sont proposés pour être interprétés lors du Concours Eurovision de la chanson, lors d'une finale nationale télévisée qui a lieu le 3 mars 2012 aux studios Prado del Rey de Pozuelo de Alarcón dans la Communauté de Madrid. Les chansons choisis sont tirés de son dernier album Una mujer como yo, sorti en octobre 2011 et de nouvelles chansons présentées par sa maison de disques ou par des compositeurs qui travaillent habituellement avec elle, plutôt que d'un appel d'offres ouvert à tous.
Une des trois chansons finalistes est choisie par un vote par Internet où deux chansons sont en compétition pour avoir une place en finale. Le vote en ligne a lieu du 15 au 20 février et les utilisateurs ont le droit de voter qu'une fois. Les deux autres chansons finalistes sont choisies par Soler et son équipe,.
Lors de la finale, la chanson gagnante est choisie par une combinaison de télévote (50 %) et par le vote d'un jury (50 %),,. Le jury professionnel se compose de Sole Giménez (chanteuse), Franco de Vita (auteur-compositeur-interprète) et Óscar Gómez (producteur et auteur-compositeur). Chacun des trois jurés attribuent 12, 10 et 8 points. De plus, la chanson avec le plus de télévotes pour elle obtient 36 points supplémentaires, la seconde obtient 30 points et la troisième 24 points. En cas d'égalité, la chanson préféré par le public gagne.
La finale est présentée par Anne Igartiburu.

### Vote en ligne
| Numéro | Chanson          | Paroles (p) / Musique (m)                                                   | Votes | Résultat  |
| ------ | ---------------- | --------------------------------------------------------------------------- | ----- | --------- |
| 1      | Ahora o nunca    | José Abraham (m et p)                                                       | 2 265 | Qualifiée |
| 2      | Me despido de ti | Marco Deltoni (m et p), Xerónimo Manzur (m et p), Javier Rodríguez (m et p) | 1 750 | Éliminée  |

### Finale
| Numéro | Chanson            | Paroles (p) / Musique (m)                                          | Jury  | Jury    | Jury    | Jury  | Télévote | Télévote | Total | Résultat |
| Numéro | Chanson            | Paroles (p) / Musique (m)                                          | Gómez | Giménez | de Vita | Total | %        | Points   | Total | Résultat |
| ------ | ------------------ | ------------------------------------------------------------------ | ----- | ------- | ------- | ----- | -------- | -------- | ----- | -------- |
| 1      | Tu vida es tu vida | Max Miona (m), Eleonora Giudizi (m), Juan María Montes (p)         | 10    | 8       | 8       | 26    | 28 %     | 30       | 56    | 2e       |
| 2      | Quédate conmigo    | Thomas G:son (m), Tony Sánchez-Ohlsson (m et p), Erik Bernholm (m) | 12    | 12      | 12      | 36    | 56 %     | 36       | 72    | Gagnante |
| 3      | Ahora o nunca      | José Abraham (m et p)                                              | 8     | 10      | 10      | 28    | 16 %     | 24       | 52    | 3e       |

## À l'Eurovision
L'Espagne est un des membres du « Big Five » (cinq plus importants contributeurs financiers) et est par conséquent automatiquement qualifié pour la finale du 26 mai. Lors du tirage au sort des ordres de passage qui a eu lieu le 20 mars 2012, l'Espagne obtient une wildcard (qui lui permet de choisir quand le pays veut passer) et opte pour passer en 19e position. De plus, le pays vote lors de la première demi-finale. Finalement, l'Espagne termine 10e avec 97 points. Il s'agit du premier top 10 du pays depuis 2004.

### Points accordés par l'Espagne
| 12 points | Roumanie |
| 10 points | Moldavie |
| 8 points  | Chypre   |
| 7 points  | Russie   |
| 6 points  | Islande  |
| 5 points  | Irlande  |
| 4 points  | Albanie  |
| 3 points  | Grèce    |
| 2 points  | Israël   |
| 1 point   | Belgique |

| 12 points | Suède     |
| 10 points | Roumanie  |
| 8 points  | Russie    |
| 7 points  | Moldavie  |
| 6 points  | Estonie   |
| 5 points  | Chypre    |
| 4 points  | Islande   |
| 3 points  | Allemagne |
| 2 points  | Ukraine   |
| 1 point   | Italie    |

### Points accordés à l'Espagne
| 12 points            | 10 points         | 8 points               | 7 points  | 6 points                                                      |
| -------------------- | ----------------- | ---------------------- | --------- | ------------------------------------------------------------- |
| - Portugal           | - Israël          | - Royaume-Uni - Suisse |           | - Chypre - France - Roumanie - Belgique - Autriche - Pays-Bas |
| 5 points             | 4 points          | 3 points               | 2 points  | 1 point                                                       |
| - Bosnie-Herzégovine | - Estonie - Suède | - Finlande - Bulgarie  | - Islande | - Hongrie - Saint-Marin                                       |